# José Antonio Arana
José Antonio Arana Martija (Guernica, 10 de marzo de 1931-ibídem, 27 de abril de 2011) fue un académico, musicólogo y lingüista del País Vasco, España.

## Biografía
Exiliado con su familia en Francia tras la guerra civil, regresó a España en 1946. Inició los estudios de Derecho en la universidad de Deusto, concluyéndolos en la de Valladolid. Después se licenció en Ciencias Económicas en la universidad de Bilbao. Desarrolló su trabajo en el ámbito de la empresa privada al tiempo que realizaba estudios sobre la cultura vasca, singularmente la lengua, el folklore y la música. Durante la dictadura franquista sufrió persecución política y fue varias veces encarcelado.
En 1978 comenzó a trabajar en la Real Academia de la Lengua Vasca-Euskaltzaindia como responsable de la Biblioteca Azkue y sub-bibliotecario; fue nombrado académico correspondiente en 1979; y de número, en 1988, año en que ocupó la vacante dejada por Juan Gorostiaga. En el 2003, dimitió por razones de salud, siendo nombrado emérito en 2006. Dentro de la academia ocupó distintos cargos en la dirección de la misma, llegando a ser tesorero de la institución. Fue también miembro de la Real Sociedad Bascongada de Amigos del País y del Instituto Americano de Estudios Vascos, concejal de Guernica y Lumo y diputado en las Juntas Generales de Vizcaya.
Fue Pluma de Oro de la Feria del Libro de Bilbao y en 2010 recibió el Premio Manuel Lekuona.

## Obras
Especializado en bibliografía, publicó numerosos artículos y obras en español y euskera, entre los que destacan:
- Aranzazu y la historia musical del País Vasco, 1968;
- El Padre Madina, músico vasco y universal, 1972;
- Karmelo Etxegarai idazle Gernika, 1975;
- La música del Barroco al Romanticismo, 1989;
- Antonio Tovar euskalarien oroipena, 1993;
- Louis-Lucien Bonaparte. Visión lingüística de Europa en el siglo XIX, 1996;
- R.M Azkue: Herri Jakintzatik euskara modernora, 1999;
- Humboldt, euskalari alemanen ardatz eta eredu, 2000;